# Arbitragem Papal
A arbitragem papal era uma forma de arbitragem internacional usada entre países católicos romanos em guerra, onde o papa tentava trazer os dois lados à paz. Um exemplo recente foi a mediação papal no conflito de Beagle entre Argentina e Chile.